# Rostite
La rostite è un minerale.